# Cantharellus flavobrunneus
Cantharellus flavobrunneus é uma espécie de fungo pertencente à família Cantharellaceae.